# فيل ريفيس
فيل ريفيس (بالإنجليزية: Phil Reeves)‏ هو كاتب سيناريو وممثل أمريكي، ولد في 14 يوليو 1946 بنيويورك في الولايات المتحدة.

## أعمال

### مسلسلات
- التحويلة

## وصلات خارجية
- فيل ريفيس على موقع IMDb (الإنجليزية)
- فيل ريفيس على موقع ألو سيني (الفرنسية)
- فيل ريفيس على موقع أول موفي (الإنجليزية)
- فيل ريفيس على موقع قاعدة بيانات الأفلام السويدية (السويدية)
- فيل ريفيس على موقع قاعدة بيانات الفيلم (الإنجليزية)
- فيل ريفيس على موقع كينوبويسك (الروسية)